# Orsfeld (Bitburger Gutland)
Orsfeld (Bitburger Gutland) este o arie protejată (arie de protecție specială avifaunistică — SPA) din Germania întinsă pe o suprafață de 1.110 ha, integral pe uscat.

## Localizare
Centrul sitului Orsfeld (Bitburger Gutland) este situat la coordonatele 50°02′16″N 6°38′13″E / 50.0378°N 6.6369°E.

## Înființare
Situl Orsfeld (Bitburger Gutland) a fost declarat arie de protecție specială avifaunistică în ianuarie 2004 pentru a proteja 8 specii de animale.

## Biodiversitate
Situată în ecoregiunea continentală, aria protejată nu include niciun habitat protejat.
La baza desemnării sitului se află mai multe specii protejate de  păsări (8): erete de stuf (Circus aeruginosus), erete vânăt (Circus cyaneus), Grus grus grus, Limosa limosa limosa, Numenius arquata arquata, bătăuș (Philomachus pugnax), ploier auriu (Pluvialis apricaria), nagâț (Vanellus vanellus).